# 盧靖妃
端惠安榮靖妃 （？—1588年），亦作盧靖妃，應天府人。錦衣衛都指揮僉事盧惠之女，明世宗朱厚熜之妃，生皇四子景恭王朱載圳。

## 生平
盧氏的出生及入宮時間均待考，目前僅知盧靖妃是應天府人，其曾居住過的巷子被稱為「盧妃巷」、「美人巷」，今為南京市秦淮區洪武路。1920年代，盧妃巷建有仁育醫院、女子專科師範學校。
嘉靖十五年（1536年）九月初九日，進封宸妃沈氏、麗妃閻氏為貴妃，端嬪曹氏為端妃，安嬪沈氏為安妃，康嬪杜氏為康妃，並且冊封錦衣衛正千戶盧惠之女盧氏為靖嬪、江洋之女江氏為恭嬪、任惠之女任氏為順嬪、趙汝誠之女趙氏為榮嬪，命侯郭勛、駙馬謝詔、伯衛錞、陳鏸、焦棟、王瑾、李全禮、輔臣李時、尚書夏言、顧鼎臣為正使，都指揮方銳、尚書梁材、張瓚、唐龍、王廷相、林庭㭿、嚴嵩、侍郎謝丕、張璧、都指揮王佐為副使。從冊文可知盧氏天生溫柔賢淑，性情謹慎誠懇，聲譽長久顯於內宮，功勞尤為突出，嘉靖帝便冊封盧氏為靖嬪。嘉靖十六年（1537年）二月二十九日，盧靖嬪生皇四子景恭王朱載圳。同年四月二十三日，嘉靖帝御奉天殿，遣武定侯郭勛等人為正使，大學士李時等人為副使，進封元子之生母昭嬪王氏為貴妃、皇四子之生母靖嬪盧氏為靖妃，並且補封劉英之女為淑嬪、王俊之女王氏為宜嬪、王受之女王氏為徽嬪、王欒之女王氏為裕嬪、陳瓚之女陳氏為雍嬪。盧靖妃的具體去世時間暫不詳，《明神宗顯皇帝實錄》 有萬曆十六年（1588年）閏六月初七日「書世廟端惠安榮靖妃銘旌，賜輔臣申時行等銀幣」的記載，因此盧靖妃很有可能在萬曆十六年去世，其後賜諡為端惠安榮靖妃，葬在位於北京天壽山襖兒峪的悼陵（原為孝潔肅皇后陳氏的葬地）。

## 家族
- 父盧惠：嘉靖十五年九月初四日，已為錦衣衛正千戶。嘉靖十九年正月初十日，升指揮僉事[6]。嘉靖二十一年二月二十日，升都指揮僉事[7]。嘉靖二十九年（1550年）十一月初三日去世。嘉靖三十年（1551年）七月十八日，給錦衣衛都指揮僉事盧惠營葬銀五百三十兩[8]。

- 母董氏：嘉靖十八年十二月十五日，賜錦衣衛正千戶盧惠之妻董氏祭葬[9]。

- 兄盧瓚：嘉靖三十年三月初十日，命盧靖妃之兄長、故錦衣衛帶俸指揮僉事盧惠之子盧瓚承襲父親的職位[10]。嘉靖四十二年十二月至嘉靖四十五年八月期間，都指揮僉事盧瓚曾多次負責拜祭恭仁康定景皇帝、孝潔皇后陳氏、哀沖太子、莊敬太子、孝康敬皇后張氏等人[11]。因此，《明世宗肅皇帝實錄》所記嘉靖二十九年十一月初三日，靖妃兄長「錦衣衛帶俸都指揮僉事盧瓚卒[12]」有誤，亡故者應為靖妃之父盧惠[13]。

## 冊文
根據《明世宗肅皇帝實錄》嘉靖十五年九月辛酉條，靖嬪盧氏冊曰：
```
「朕惟先王之制，備於成周，準古宜今，禮從義起，建官有內外之職，分治別宮府之嚴，風自火出，教由家致，是以婦官不可不備也。咨爾盧氏，柔淑天賦，謹愿性成，譽久著於壼帷，勞獨多於左右，爰多寵異，用示眷懷。茲特遣使持節，命爾為靖嬪，錫之冊命。鳴呼！匪徒專繫衍之徵，亦以望彤庭之助。樛木逮下，雖自尊施；小星為頌，亦由眾感。爾宜恪脩婦職，益懋恭勤，祗迓休嘉，贊襄宗祀，朝夕警勵，用著嘉聲，勿替朕言，光斯寵命，敬哉。」
```

根據《明世宗肅皇帝實錄》嘉靖十六年四月辛未條，靖妃冊曰：
```
「王室六寢，崇建婦官，天極四星，垂著妃象。朕敷求淑質，助穆宸闈，肆延胤嗣之祥，茂衍邦家之慶。咨爾靖嬪盧氏，懿和率履，莊靜有儀，蚤膺妙選，以侍朕躬，克懋交修，而端閫範。頃者篤生嗣子，衍我宗潢，式蕃麟趾之禎，足稔關雎之德。宜加優寵，用示殊恩。茲特封爾為靖妃。爾尚恪遵內訓，懋執婦功，迓繁祉於方來，基景命之有僕，欽哉。」
```